# Vitjazema aleutica
Vitjazema aleutica är en djurart som tillhör fylumet skedmaskar, och som beskrevs av Zenkevitch, L.A. 1958. Vitjazema aleutica ingår i släktet Vitjazema och familjen Bonelliidae. Inga underarter finns listade i Catalogue of Life.